# Cyphonoxia gitashri
Cyphonoxia gitashri är en skalbaggsart som beskrevs av Mittal 1988. Cyphonoxia gitashri ingår i släktet Cyphonoxia och familjen Melolonthidae. Inga underarter finns listade i Catalogue of Life.